# Loxothylacus perarmatus
Loxothylacus perarmatus är en kräftdjursart som beskrevs av Reinhard och Reischman 1958. Loxothylacus perarmatus ingår i släktet Loxothylacus och familjen Sacculinidae. Inga underarter finns listade i Catalogue of Life.